# 팔효사
팔효사(八孝祠)는 전북특별자치도 김제시 신풍동에 있다. 2018년 3월 9일 김제시의 향토문화유산(기념물) 제2호로 지정되었다.

## 개요
팔효사는 나주 나씨 문중 3대에 걸쳐 8명의 효자에 대한 효행을 기리기 위하여 인조 7년(1629)에 세워졌으며, 고종 5년(1868)에 서원철폐령으로 철거되었다가 1965년에 다시 세워졌다.

## 같이 보기
- 팔효사의은행나무 - 전라북도 기념물 제89호